# Trinny Woodall
Trinny Woodall (Londres: 8 de febrero de 1964) es una consultora de moda, presentadora, periodista y autora inglesa. Era la presentadora de la reality show No te lo pongas (What Not to Wear) con Susannah Constantine en el canal de televisión People+Arts en España. Pero ahora es la presentadora de Trinny & Susannah Undress en Cosmopolitan TV.
Woodall tuvo la experiencia de trabajar en el distrito financiero de Londres antes la moda.